# Saint-Genouph
Saint-Genouph [sɛ̃ ʒənu] ist eine 1.022 Einwohner (Stand: 1. Januar 2022) zählende französische Gemeinde in der Region Centre-Val de Loire im Département Indre-et-Loire. Die Gemeinde gehört zum Arrondissement Tours und zum Kanton Ballan-Miré. Die Einwohner werden Génulphiens genannt.

## Lage
Saint-Genouph liegt etwa sieben Kilometer westsüdwestlich vom Stadtzentrum von Tours zwischen der Loire, die die Gemeinde im Norden begrenzt und dem Cher, der die südliche Gemeindegrenze bildet. Saint-Genouph wird umgeben von den Nachbargemeinden Fondettes im Norden, La Riche im Osten, Ballan-Miré im Süden und Südosten, Savonnières im Süden und Südwesten, Berthenay im Westen und Südwesten sowie Luynes im Nordwesten.

## Bevölkerungsentwicklung
| Jahr                       | 1962 | 1968 | 1975 | 1982 | 1990 | 1999 | 2006 | 2018 |
| Einwohner                  | 618  | 672  | 748  | 805  | 873  | 940  | 1005 | 1047 |
| Quellen: Cassini und INSEE |      |      |      |      |      |      |      |      |

## Sehenswürdigkeiten

Kirche Saint-Genouph

- Kirche Saint-Genouph

## Verkehr
Saint-Genouph hat einen Bahnhof an der Bahnstrecke Tours–Saint-Nazaire, die in diesem Abschnitt am 20. Dezember 1848 von der Compagnie du chemin de fer de Tours à Nantes eröffnet wurde. Er wird von Regionalzügen des TER Centre-Val de Loire bedient.
Der Ort liegt an der Departementsstraße D 88, die von Tours kommend dem linken Ufer der Loire folgt. Die nächsten Autobahnen sind die A 10 mit den Anschlussstellen Tours-Centre und Vierzon sowie die A 85 mit der Anschlussstelle Druye.